# Sparone
Sparone (Sparon in piemontese, Sparun in francoprovenzale; pronuncia IPA di entrambi [spaˈɾʊŋ]) è un comune italiano di 907 abitanti della città metropolitana di Torino in Piemonte, situato nella valle dell'Orco.
Sparone inoltre è raffigurato nelle cartine geografiche affrescate ai Musei Vaticani, volute da Papa Gregorio XIII tra il 1580 e il 1585.

## Architetture e luoghi di interesse
- Ruderi dell'antica Roccaforte di Arduino d'Ivrea, dove vengono celebrate rievocazioni storiche, raggiungibile con un comodo percorso a piedi dal paese
- Chiesa di Santa Croce
- Cappella di Santa Apollonia, sul percorso pedonale che conduce alla Rocca di Arduino
- Cappella della Consolata, sulla strada verso Ribordone

## Amministrazione
Di seguito è presentata una tabella relativa alle amministrazioni che si sono succedute in questo comune.
| Periodo        | Periodo        | Primo cittadino          | Partito               | Carica  | Note  |
| -------------- | -------------- | ------------------------ | --------------------- | ------- | ----- |
| 17 giugno 1985 | 26 maggio 1990 | Alfonso Sandretto        | Democrazia Cristiana  | Sindaco | [ 4 ] |
| 26 maggio 1990 | 8 maggio 1993  | Alfonso Sandretto        | lista civica          | Sindaco | [ 4 ] |
| 22 maggio 1993 | 16 maggio 1994 | Antonio Costa Torro      | lista civica          | Sindaco | [ 4 ] |
| 14 giugno 1994 | 24 aprile 1995 | Elio Blessent            | lista civica          | Sindaco | [ 4 ] |
| 24 aprile 1995 | 14 giugno 1999 | Valentino Nugai          |                       | Sindaco | [ 4 ] |
| 14 giugno 1999 | 14 giugno 2004 | Giovanni Antonio Meaglia | lista civica          | Sindaco | [ 4 ] |
| 14 giugno 2004 | 8 giugno 2009  | Valentino Nugai          | lista civica          | Sindaco | [ 4 ] |
| 8 giugno 2009  | 26 maggio 2014 | Anna Bonino              | lista civica          | Sindaco | [ 4 ] |
| 26 maggio 2014 | in carica      | Anna Bonino              | lista civica: impegno | Sindaco | [ 4 ] |

### Altre informazioni amministrative
Il comune faceva parte della Comunità Montana Valli Orco e Soana.

## Società

### Evoluzione demografica
Negli ultimi cento anni, a partire dal 1921, la popolazione residente è diminuita del 60 % .
Abitanti censiti